# أدريان باور
أدريان باور هي عداءة سريعة كندية، ولدت في 11 ديسمبر 1981 في هاليفاكس في كندا.

## وصلات خارجية
- أدريان باور على موقع الاتحاد الدولي لألعاب القوى (الإنجليزية)
- أدريان باور على موقع اللجنة الأولمبية الدولية (الإنجليزية)
- أدريان باور على موقع أوليمبيديا (الإنجليزية)
- أدريان باور على موقع اللجنة الأولمبية الكندية (الإنجليزية)
- أدريان باور على موقع اتحاد ألعاب الكومنولث (مؤرشف) (الإنجليزية)